# 2011年雅罗斯拉夫尔空难

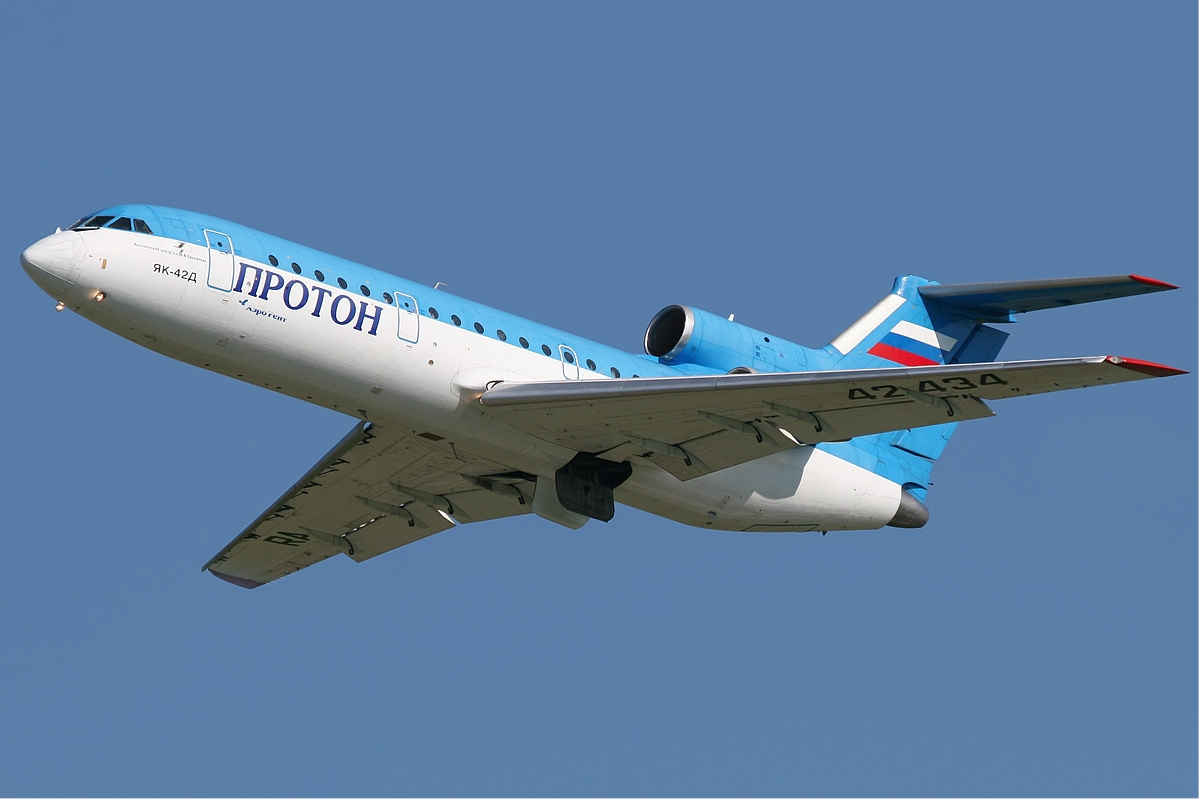
失事客机于2006年

2011年雅罗斯拉夫尔空难发生于2011年9月7日当地时间16:05（UTC+4）。一架雅克服务航空的雅克-42客机，携带雅罗斯拉夫尔火车头冰球队前往明斯克参加大陆冰球联盟2011-12赛季首场比赛时，从雅罗斯拉夫尔图诺什纳机场起飞后不久即坠毁在离该机场约2公里处。

## 遇難者
飞机上的45名乘客除火车头冰球队右后卫亚历山大·加利莫夫与一名机组人员生还外，43人當場罹难，其中包括了火车头冰球队全体运动员、教练组以及4名随队出征的小联盟二线队员。全隊除了一名球員及守門員教練沒隨隊外，其餘職員均在機上。
而一開始生還的加利莫夫全身超过90%烧伤，延至9月12日不治身亡。

## 事故原因
初步判断，飞机因从跑道上起飞后未能爬升到安全高度，撞到了跑道区外的信标台天线，从而引发了事故。該信標台天線塔高91米，距離起飛的05跑道末端450米。失事飛機在撞上塔台後於Tunoshenka河岸與窩瓦河匯合上游200米處下墜。飛機的前端解體，殘骸散佈地面；機尾舵同時折斷，掉入河中。
2011年11月2日，負責事故調查的俄罗斯州际航空委员会发表官方声明指造成空难的直接原因是飞行员的操作失误：其中一名机师在飞机准备起飞时，踩动了刹停系统（原因則是該飛行員預備考取雅客40客機之機師資格當時而正在進行換裝訓練（兩機種起飛時腳所放置的位置不同）而造成），当机师知道出错之后本来仍然有足够时间终止起飞，但是机师却冒险选择加速升空，致使起飞速度過低，仰角過大，客机失速，最终坠落伏尔加河。

## 客機
肇事客機為雅克-42D型，建造編號45204243050517，在1993年首次飛行。最初由Orel Air Enterprise營運，後來輾轉落入Bykovo Avia,Aero Rent，肇事前由雅克服务航空公司管理。AviaPort分析主管Oleg Panteleyev指，該型號客機設計壽命為36年，以及依據其起降次數和飛行時間推斷，機身外殼尚餘60%剩餘壽命。俄羅斯聯邦副運輸部長Valery Okulov表示，在撞機前一個月其中一台引擎被替換，該客機並原定於2012年停用。
歐洲委員會在2009年曾經調查雅克服务機隊適航性和飛行安全，俄羅斯聯邦當局對其機隊施加限制並實施漸進調查以達到國際標準。在2010年5月18日雅克服务航空公司營運的飛機被禁止進入歐盟領空。雖然俄羅斯聯邦當局在同年8月11日取消上述限制，但兩架雅克-40 regional jets仍被禁止在歐盟上空飛行。